# 古法兰克语
古法兰克语是法兰克人的语言，属西日耳曼语支。它曾经于公元3世纪早期流行于下莱茵河的北部以及东北地区，也许包括今日位于下莱茵河地区的威斯特法伦地区，以及罗马帝国的比利時高盧地区。

## 起源与发展
自公元一世纪始，古法兰克语由法兰克人聚集地（今日之德国西北部地区）的原始日耳曼方言演变而来，特别是在公元4到9世纪另说5到10世纪，也就是墨洛溫王朝与卡洛林王朝时期流行一时。相较之在西北部地区逐渐衍生出的低地法兰克语方言及古荷兰语，在西南地区（今日之法国北部以及比利时瓦隆大区），古法兰克语逐渐与多数人所掌握的高卢罗曼语（古法语）同化。伴随着高地德語子音推移在西/南法兰克方言中的发展，古中部德语渐渐形成。
古法兰克语在与高卢罗曼语即古法语的同化过程中接受了相当多的外来词。由于萨克森战争的胜利，萨克森并入东法兰克王国，古法兰克语得以在今日之威斯特法伦地区，北黑森地区，下萨克森地区及西勃兰登堡地区得到延续，并对原始撒克逊语，甚至早期中古英语都有持续的影响。

## 相关研究
除了少数的刻印文字之外（如贝加克的刻字），古法兰克语并没有得到直接的传承。
尽管很多语言学的细节还未经考证，古法兰克语仍为后来的语言发展打下了坚实的基础，包括法语、现代德语、荷兰语、卢森堡语在内的诸多语言都受到了古法兰克语的影响。
除此之外，古法兰克语还衍生出了古荷兰语及相当多的法兰克方言。相反的，中世纪早期的古巴伐利亚语及阿勒曼尼语却并没有受之影响，而是另外衍生出了现在的南部日耳曼语方言。可惜的是时至今日，古法兰克语仍没有相关的专题论著留存。